# Padaherang (Padaherang)
Padaherang is een bestuurslaag in het regentschap Ciamis van de provincie West-Java, Indonesië. Padaherang telt 6567 inwoners (volkstelling 2010).